# William Andre
William Jules „Bill” Andre (ur. 23 sierpnia 1931 w Montclair, zm. 17 września 2019) – amerykański pięcioboista nowoczesny. Srebrny medalista olimpijski z Melbourne.
Zawody w 1956 były jego jedynymi igrzyskami w karierze. Indywidualnie był siódmy, w drużynie zajął drugie miejsce. Partnerowali mu Jack Daniels i George Lambert. W 1953 był indywidualnie trzeci w mistrzostwach świata.